# Leptolaena multiflora
Leptolaena multiflora är en tvåhjärtbladig växtart som beskrevs av Thou.. Leptolaena multiflora ingår i släktet Leptolaena och familjen Sarcolaenaceae. Inga underarter finns listade i Catalogue of Life.